# ريتشل روبرتسون
ريتشل روبرتسون (بالإنجليزية: Rachel Robertson)‏ هي لاعب هوكي الحقل نيوزيلندية، ولدت في 20 يوليو 1976.

## وصلات خارجية
- ريتشل روبرتسون على موقع أوليمبيديا (الإنجليزية)
- ريتشل روبرتسون على موقع اتحاد ألعاب الكومنولث (مؤرشف) (الإنجليزية)